# Reculada
Reculada és una partida rural del terme municipal de Gavet de la Conca, (antic terme de Sant Serni), al Pallars Jussà.
El lloc és al sud-oest del poble de Sant Serni, a l'esquerra de la Noguera Pallaresa, quasi a l'extrem sud-oest del terme municipal, al nord de los Caus. És en el coster que davalla des del poble de Sant Serni cap al sud-oest, en direcció al Canal de Gavet, que té en aquest lloc el seu final: la Central hidroelèctrica de Reculada.